# Babaikivka, Țarîceanka
Babaikivka (în ucraineană Бабайківка) este localitatea de reședință a comunei Babaikivka din raionul Țarîceanka, regiunea Dnipropetrovsk, Ucraina.

## Demografie
Componența lingvistică a localității Babaikivka
     Ucraineană (96,23%)
     Rusă (2,37%)
     Alte limbi (0,21%)
Conform recensământului din 2001, majoritatea populației localității Babaikivka era vorbitoare de ucraineană (96,23%), existând în minoritate și vorbitori de rusă (2,37%).